# Plumarella longispina
Plumarella longispina är en korallart som beskrevs av Sôichirô Kinoshita 1908. Plumarella longispina ingår i släktet Plumarella och familjen Primnoidae. Inga underarter finns listade i Catalogue of Life.